# African Express Airways
African Express Airways es una aerolínea con base en Nairobi, Kenia. Efectúa vuelos de pasajeros domésticos e internacionales. Su base de operaciones principal es el Aeropuerto Internacional Jomo Kenyatta, Nairobi.

## Historia
La aerolínea es la mayor y más antigua de propiedad privada del este de África con base en el aeropuerto internacional Jomo Kenyatta en Nairobi. African Express Airways es beneficiosa, está en crecimiento y sirve vuelos de corto radio a viajeros de negocio.

## Destinos
African Express Airways opera vuelos a los siguientes destinos regulares domésticos e internacionales:
- Comoras
  - Moroni - Aeropuerto Internacional Principe Said Ibrahim
- Francia
  - París - Aeropuerto de París-Charles de Gaulle
- Yibuti
  - Yibuti - Aeropuerto Internacional de Yibuti-Ambouli
- Kenia
  - Mombasa - Aeropuerto Internacional Moi
  - Nairobi - Aeropuerto Internacional Jomo Kenyatta Base
  - Wajir - Aeropuerto de Wajir
- Mayotte
  - Aeropuerto Internacional Dzaoudzi Pamandzi
- Somalia
  - Berbera - Aeropuerto de Berbera
  - Bosasso - Aeropuerto Internacional Bender Qassim
  - Galcaio - Aeropuerto de Galcaio
  - Mogadiscio - Aeropuerto Internacional Aden Abdulle
- Sudán del Sur
  - Juba - Aeropuerto de Juba
- Uganda
  - Kampala - Aeropuerto Internacional Entebbe
- Emiratos Árabes Unidos
  - Dubái - Aeropuerto Internacional de Dubái
  - Sharjah - Aeropuerto Internacional de Sharjah
- Yemen
  - Aden - Aeropuerto Internacional de Aden
  - Al Mukalla - Aeropuerto Riyan

## Flota
La flota de African Express Airways incluye los siguientes aviones, con una edad media de 39.8 años (a septiembre de 2022):
| Bombardier CRJ-200      | 1 | — |  | 5Y-AXG          |  |  |
| McDonnell Douglas DC-9  | 2 | — |  | 5Y-AXF y 5Y-AXP |  |  |
| McDonnell Douglas MD-82 | 2 | — |  | 5Y-AXL y 5Y-AXN |  |  |
| Total                   | 5 | — |  |                 |  |  |